# 张尚柔
文獻皇后張尚柔（5世紀—471年），范阳郡方城县人，南梁太祖文皇帝蕭順之妻，是西晉司空張華七世孫，祖父濮陽太守張次惠，父交州刺史張穆之。後母蕭氏是蕭順之的從姑。有堂弟张弘策。
她事跡不詳，只知她於劉宋元嘉年間嫁與蕭順之，後生長沙宣武王蕭懿、永陽昭王蕭敷（461年）、梁武帝蕭衍（464年）、衡陽宣王蕭暢。泰始七年（471年）卒。
天監元年（502年）閏四月，蕭衍尊封蕭順之諡號文皇帝、廟號太祖，張氏諡獻皇后。

## 延伸阅读
[在维基数据编辑]
 《南史·卷12》，出自李延壽《南史》